# خافيير أفيليس
خافيير أفيليس (بالإسبانية: Javier Avilés Cortés)‏ هو لاعب كرة قدم إسباني في مركز نصف الجناح، ولد في 17 أغسطس 1997 في مدريد في إسبانيا. لعب مع نادي ليغانيس.

## وصلات خارجية
- خافيير أفيليس على موقع قاعدة بيانات كرة القدم.إي يو (الإنجليزية)
- خافيير أفيليس على موقع Soccerway.com (الإنجليزية)